# Aribaya
Aribaya is een bestuurslaag in het regentschap Banjarnegara van de provincie Midden-Java, Indonesië. Aribaya telt 1885 inwoners (volkstelling 2010).